# 科斯塔斯·福圖尼斯
科斯塔斯·福圖尼斯（希臘語：Κωνσταντίνος "Κώστας" Φορτούνης，羅馬化：Konstantinos 'Kostas' Fortounis，1992年10月16日—）是希臘的一位足球運動員。他現在效力于希超球隊奧林比亞高斯。 並且也代表希臘國家足球隊參賽。